# Horbowa
Horbowa (ukr. Горбова) – wieś na Ukrainie, w obwodzie czerniowieckim, w rejonie czerniowieckim, w hromadzie Ostrycia. Miejscowość etnicznie rumuńska.
W 2001 liczyła 2969 mieszkańców, wśród których 92 wskazało jako ojczysty język ukraiński, 16 rosyjski, 31 mołdawski, 2828 rumuński, 1 bułgarski, a 1 inny.